# フォトン (人工衛星)

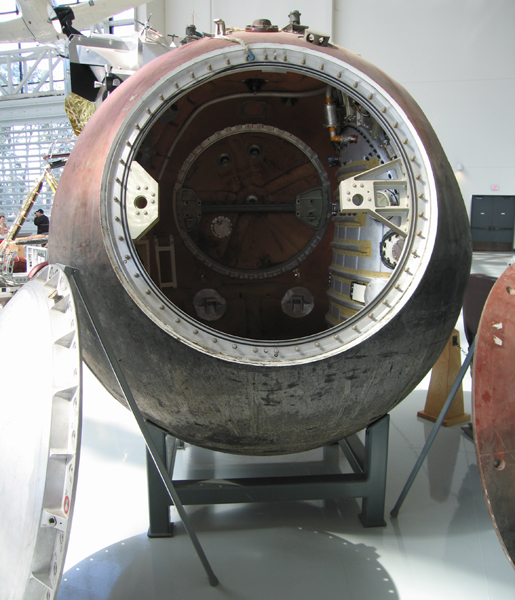
帰還したフォトン6号のペイロードカプセル（エバーグリーン航空博物館）。

フォトン（ロシア語: Фотон、「光子」の意味）とは、ソビエト連邦・ロシアが1980年代から運用している人工衛星のシリーズである。微小重力環境下で物質科学実験を行うことを主な目的としている。

## 設計
フォトンの基本設計はボストーク有人宇宙船と共通している。全長6.2メートル、重量6トン前後の無人宇宙船で、機械船・カプセル・装備ブロックの3区画で構成されている。直径2.3mの球形カプセルは、ボストークでは宇宙飛行士を地上へ帰還させるために使われたが、フォトンでは実験結果を持ち帰るために用いられる。カプセルの容積は4.7m3で、重量700kgの設備を収めることができる。電力は化学電池に依存し、太陽電池は装備しない。軌道上での活動期間は2週間前後が多いが、ミッションごとに多少の差がある。
2005年以降に打ち上げられたフォトンM1からフォトンM3では、従来のフォトンを元に積載量や供給電力を増加させた機体を使用した。さらに2014年に打ち上げたフォトンM4では、太陽光発電パネルを搭載するとともに機械船の設計をヤンターリ偵察衛星から借用し、軌道上の滞在期間が最大6か月に伸びた。

## 運用
フォトンの運用は1985年に始まり、1992年の8号まで1年に1回のペースで打ち上げられた。9号以降は打ち上げ頻度が低下したものの、2010年現在も運用は続いている。射場はフォトンM1までプレセツク宇宙基地を、M2以降はバイコヌール宇宙基地を使い、打ち上げ機にはソユーズロケットを用いている。
当初はソ連・ロシアが立案した実験を行っていたが、1991年のフォトン7号で欧州宇宙機関 (ESA) の実験設備が初めて搭載された。以降ESAは数多くの実験を提供している。なお、ロシアではフォトンに似た生物学衛星「ビオン」を打ち上げていたが、ビオン計画の終了に伴い、フォトンで生物学実験を扱うことが増えている。
改良された「フォトンM」は2002年に初めて打ち上げられた（フォトンM1）。しかしエンジンの不調のためロケットは墜落し、地上にいたロシア兵1名が死亡、8名が負傷する事故となった。2005年に打ち上げられたフォトンM2で、フォトンMは最初の成功を収めた。
| 名称         | 打ち上げ日     | 飛行期間、回収日 | 備考                                                                |
| ------------ | -------------- | ---------------- | ------------------------------------------------------------------- |
| フォトン1号  | 1985年4月16日  | 12日間           | 別名コスモス1645号                                                  |
| フォトン2号  | 1986年5月21日  | 13日間           | 別名コスモス1744号                                                  |
| フォトン3号  | 1987年4月24日  | 13日間           | 別名コスモス1841号                                                  |
| フォトン4号  | 1988年4月14日  | 13日間、4月28日  |                                                                     |
| フォトン5号  | 1989年4月26日  | 14日間           |                                                                     |
| フォトン6号  | 1990年4月11日  | 15日間           |                                                                     |
| フォトン7号  | 1991年10月4日  | 15日間           | 欧州宇宙機関が実験に初参加                                          |
| フォトン8号  | 1992年10月8日  | 15日間           |                                                                     |
| フォトン9号  | 1994年6月14日  | 17日間、7月2日   |                                                                     |
| フォトン10号 | 1995年2月16日  | 14日間           |                                                                     |
| フォトン11号 | 1997年10月9日  | 13日間、10月23日 |                                                                     |
| フォトン12号 | 1999年9月9日   | 14日間、9月24日  |                                                                     |
| フォトンM1   | 2002年10月15日 | -                | フォトンM型の初打ち上げ 打ち上げ失敗                                |
| フォトンM2   | 2005年5月31日  | 16日間、6月16日  | 最初のバイコヌールからの打ち上げ                                    |
| フォトンM3   | 2007年9月14日  | 12日間、9月26日  | 小型テザー衛星YES2を放出。クマムシを宇宙空間に暴露する実験を実施    |
| フォトンM4   | 2014年7月19日  | 2014年9月1日     | 太陽電池を装備した改良型の機体を使用。搭載していたヤモリ5匹は死亡。 |

フォトン3号まではコスモス衛星として打ち上げられた。正式にフォトンの名が使われたのは4号が最初である。このため、4号をフォトン1号とみなすべきという主張があり、名称が混乱している。ロシアはコスモス時代のフォトンにも遡って公式に1-3号の名を与えており、協力関係にあるESAもこの命名則を採用している。